# Universidad Internacional de Texas A&M

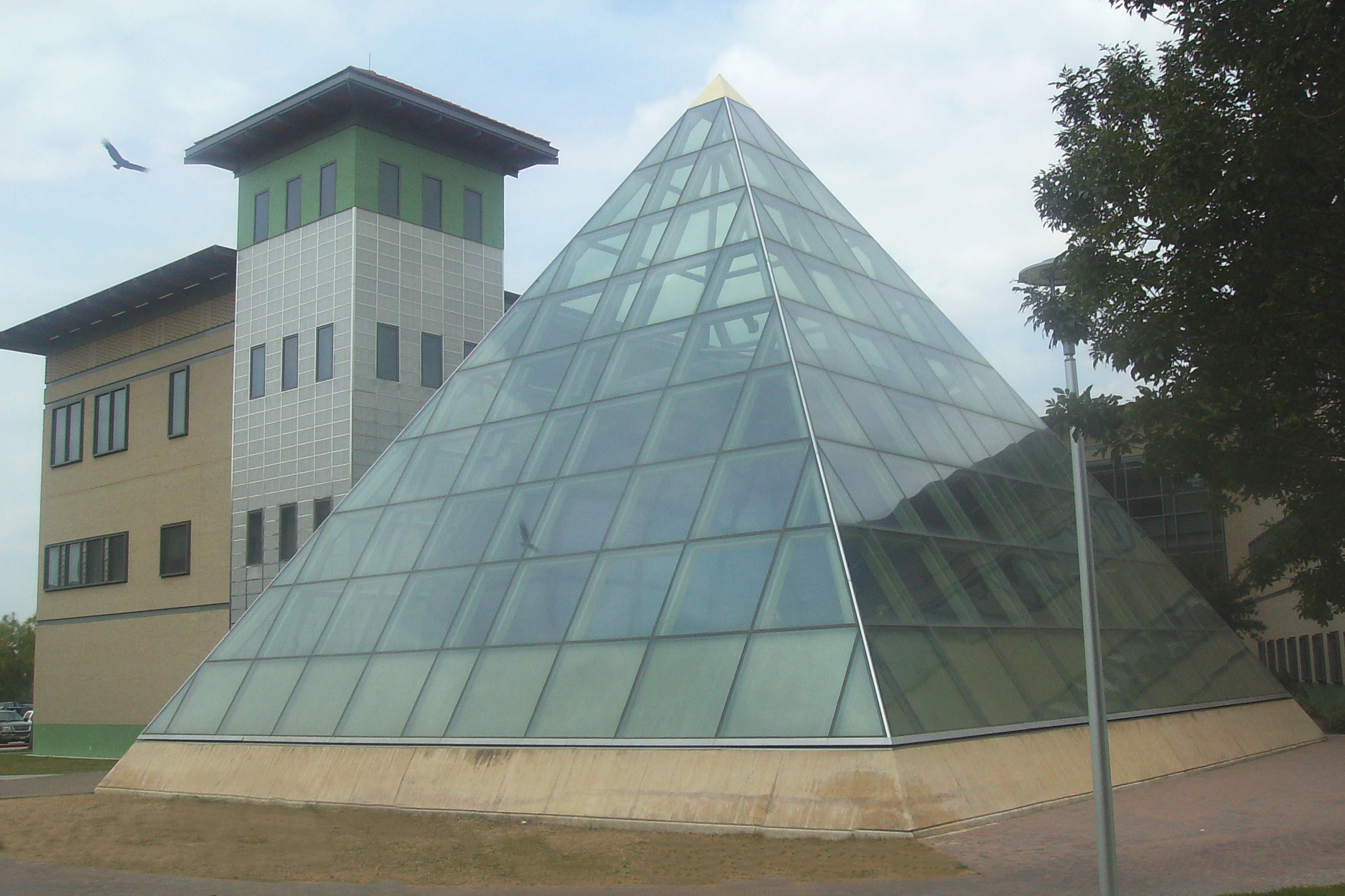
El Planetario Lamar Bruni.

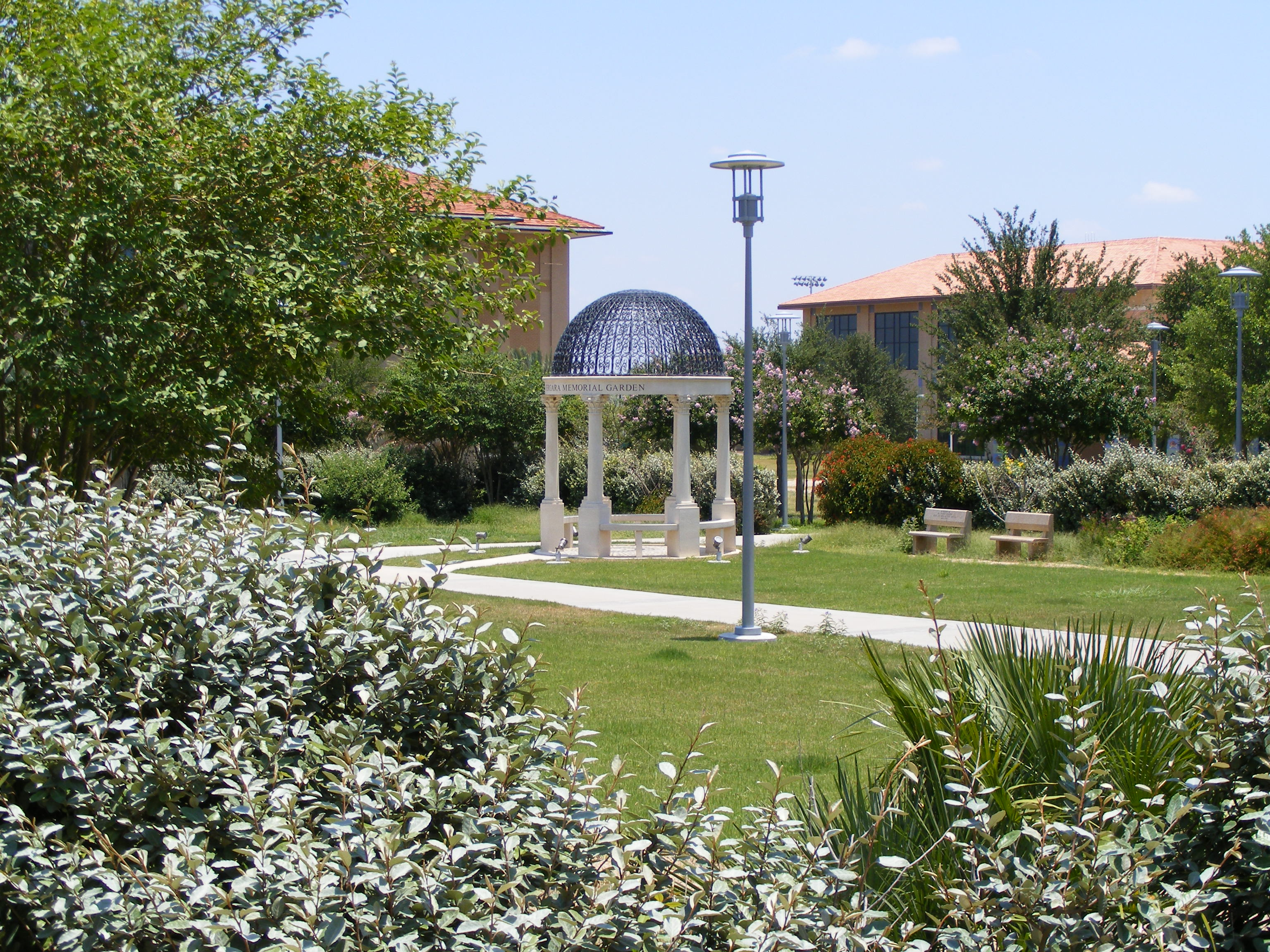
Paisaje de TAMIU

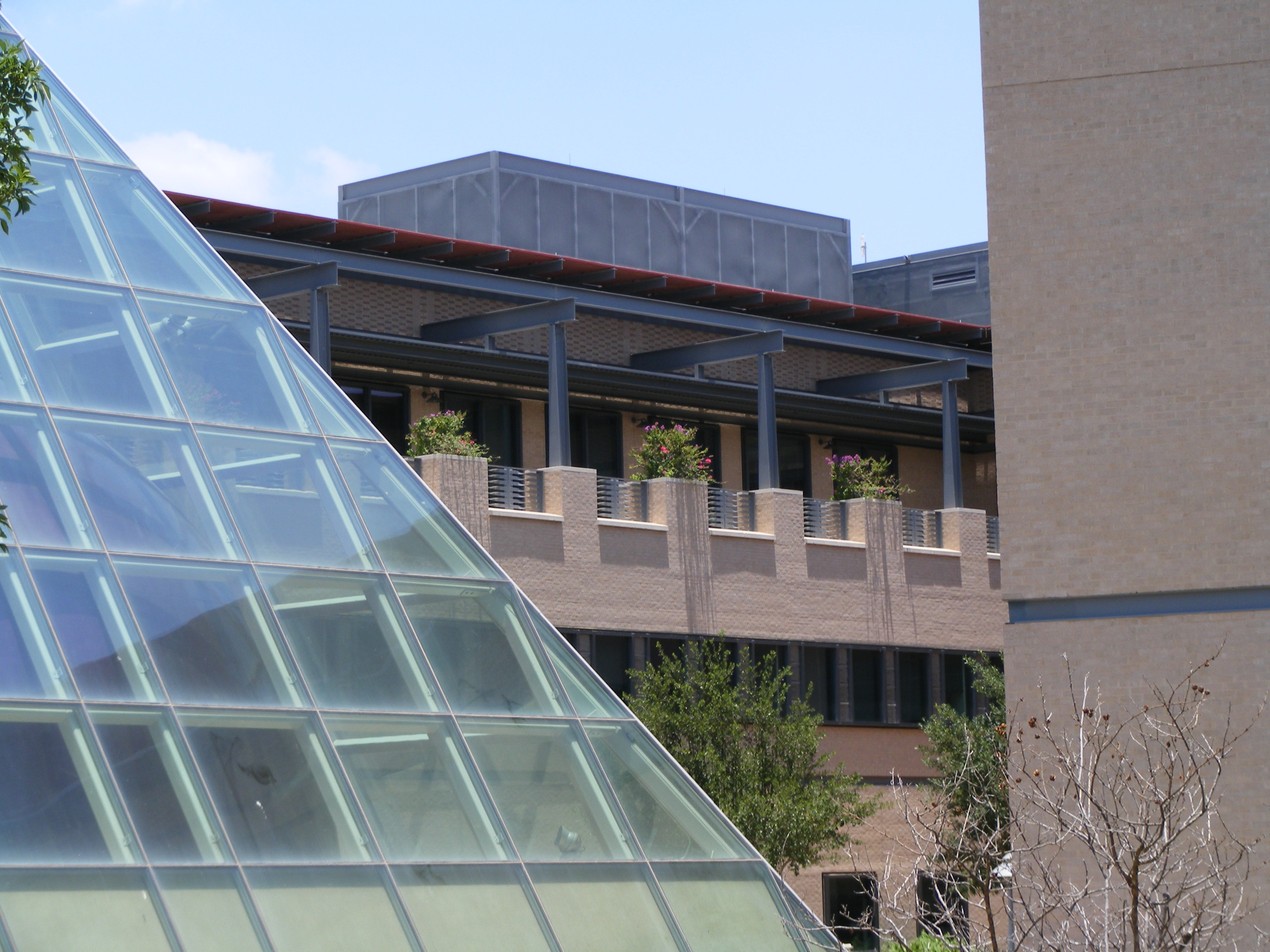
Centro de Ciencias

La Universidad Internacional de Texas A&M, también conocida como TAMIU o Texas A&M International University (en inglés), es una universidad pública, coeducacional, financiada por el gobierno del estado de Texas en Laredo. Es una institución miembro del Sistema Universitario Texas A&M.

## Historia
- 1969: fue establecida como Universidad Texas A&I en Laredo
- 1977: cambió de nombre a Universidad Estatal de Laredo.
- 1989: la universidad se hace parte del Sistema Universitario Texas A&M.
- 1993: cambió de nombre a Universidad Internacional de Texas A&M.
- 1995: se hace una tentativa fracasada para transferir TAMIU al sistema de Universidad de Texas. TAMIU se convierte en una universidad de cuatro años, da la bienvenida a su primera clase del estudiante de primer año y abre su campus nuevo.
- 2006: la Secundaria de Colegio Universitario Temprano se afilia a TAMIU.

## Estudios
La Universidad Internacional de Texas A&M ofrece titulaciones a los estudiantes tres facultades y una escuela. Incluyen: 
- Facultad de Artes y de Ciencias[1]
- Facultad de Educación[2]
- Facultad de Ciencias Empresariales[3]
- Escuela de Enfermería Dr. F.M. Canseco[4]

## Calificación
La Universidad de Administración de Negocio alinea como la tercera mejor universidad en Estados Unidos para proporcionar las “oportunidades para los estudiantes de la minoría. ” La Universidad de la Administración del Negocio fue nombrada una “mejor escuela de negocio” por la revista "The Princeton Review" en su edición 2006 de “La 237 mejores escuelas de negocio.”

## Investigaciones
TAMIU es la casa a varios centros de investigación, incluyendo: 
- El Centro del Estudio del Comercio Hemisférico Occidental
- El Centro de Información Comercial del Hemisférico Occidental
- El Centro de Texas de la Economía de la Frontera y el Desarrollo de la Empresa,
- El Centro del Desarrollo de la Empresa Pequeña
- El Centro del Planeta de los Estudios Ambientales

## Deportes
La Mascota a los equipos de los deportes de TAMIU es el Dustdevil. Los equipos de TAMIU compiten en la conferencia del Heartland división II de la NCAA. TAMIU participa en los deportes siguientes: 
- Béisbol
- Baloncesto Masculino
- Baloncesto Femenino
- Campo a través
- Golf Masculino
- Golf Femenino
- Fútbol Masculino (campeones atléticos de la Conferencia del Río Rojo 2003)
- Fútbol Femenino
- Voleibol Femenino (campeones de la Conferencia del Oeste de la División)
- Béisbol (con pelota blanda)

## Galería

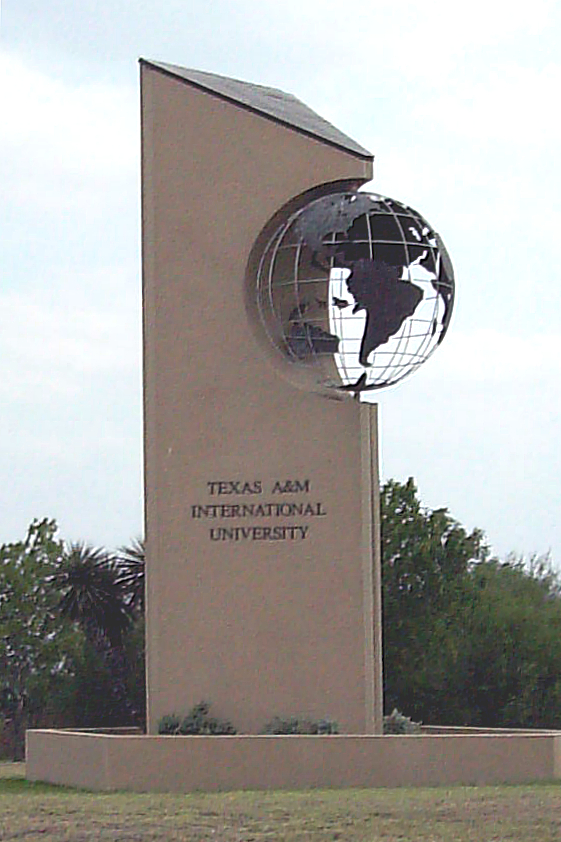
Entrada a TAMIU
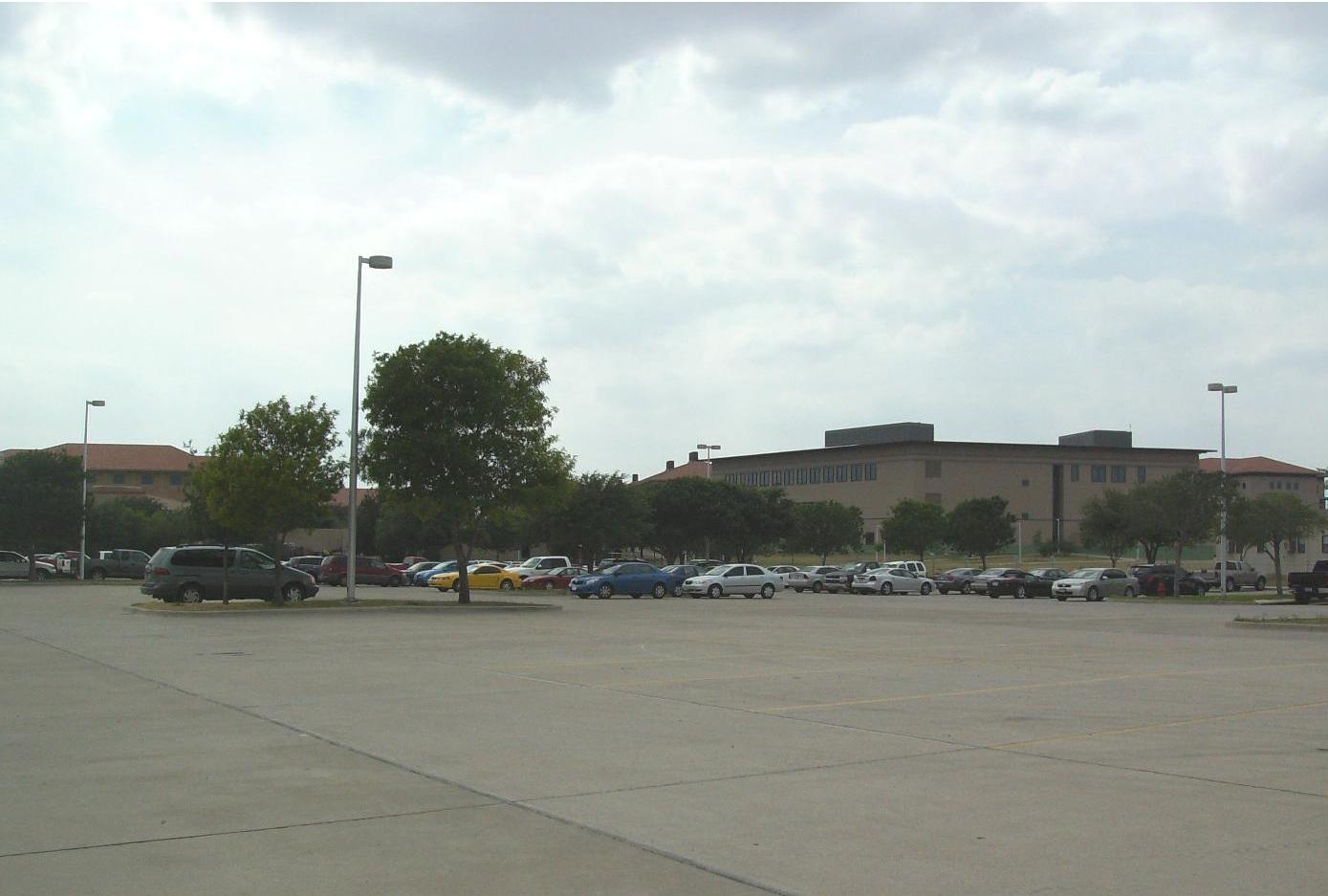
Edificios de deportes
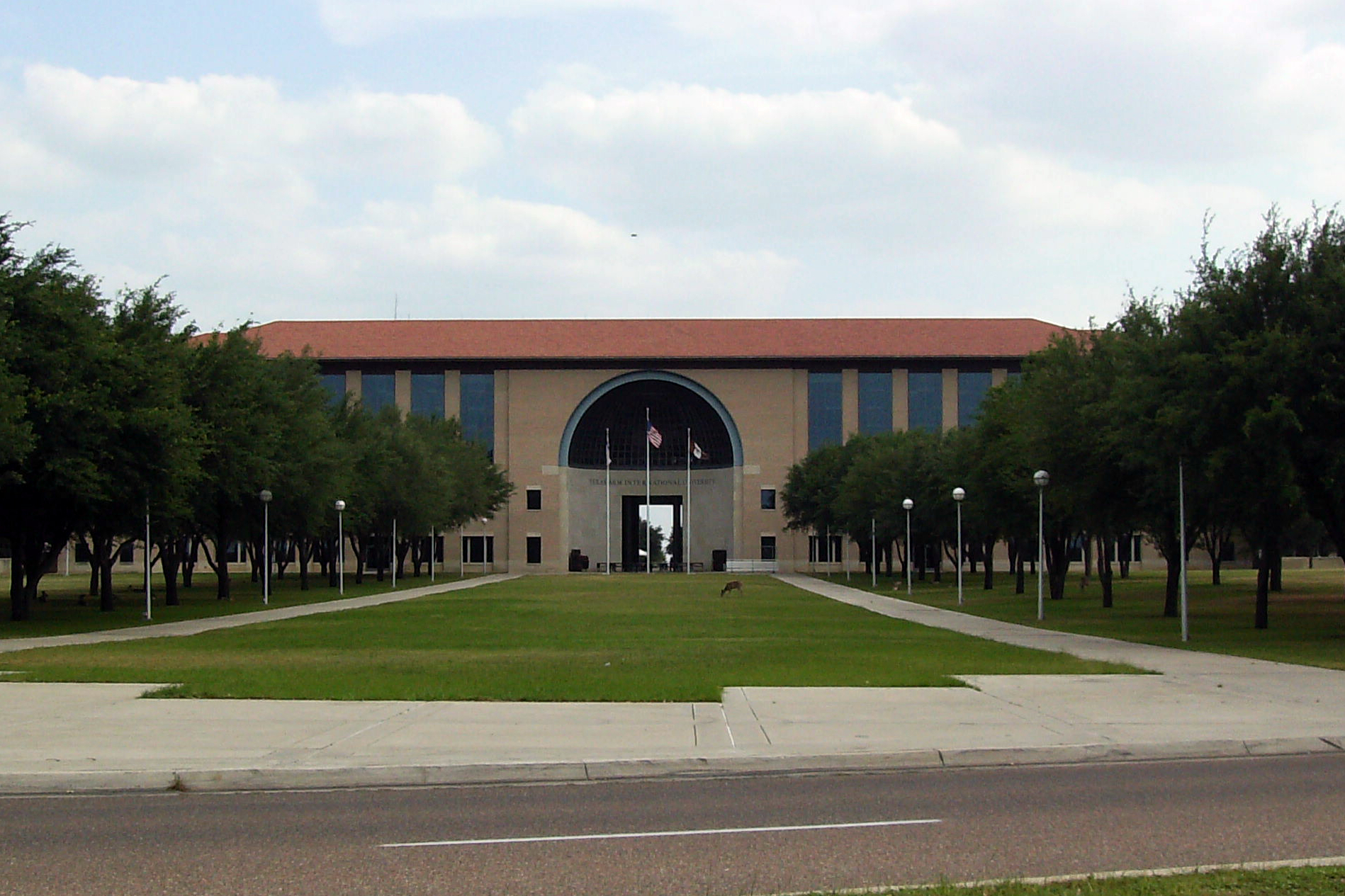
La biblioteca de TAMIU
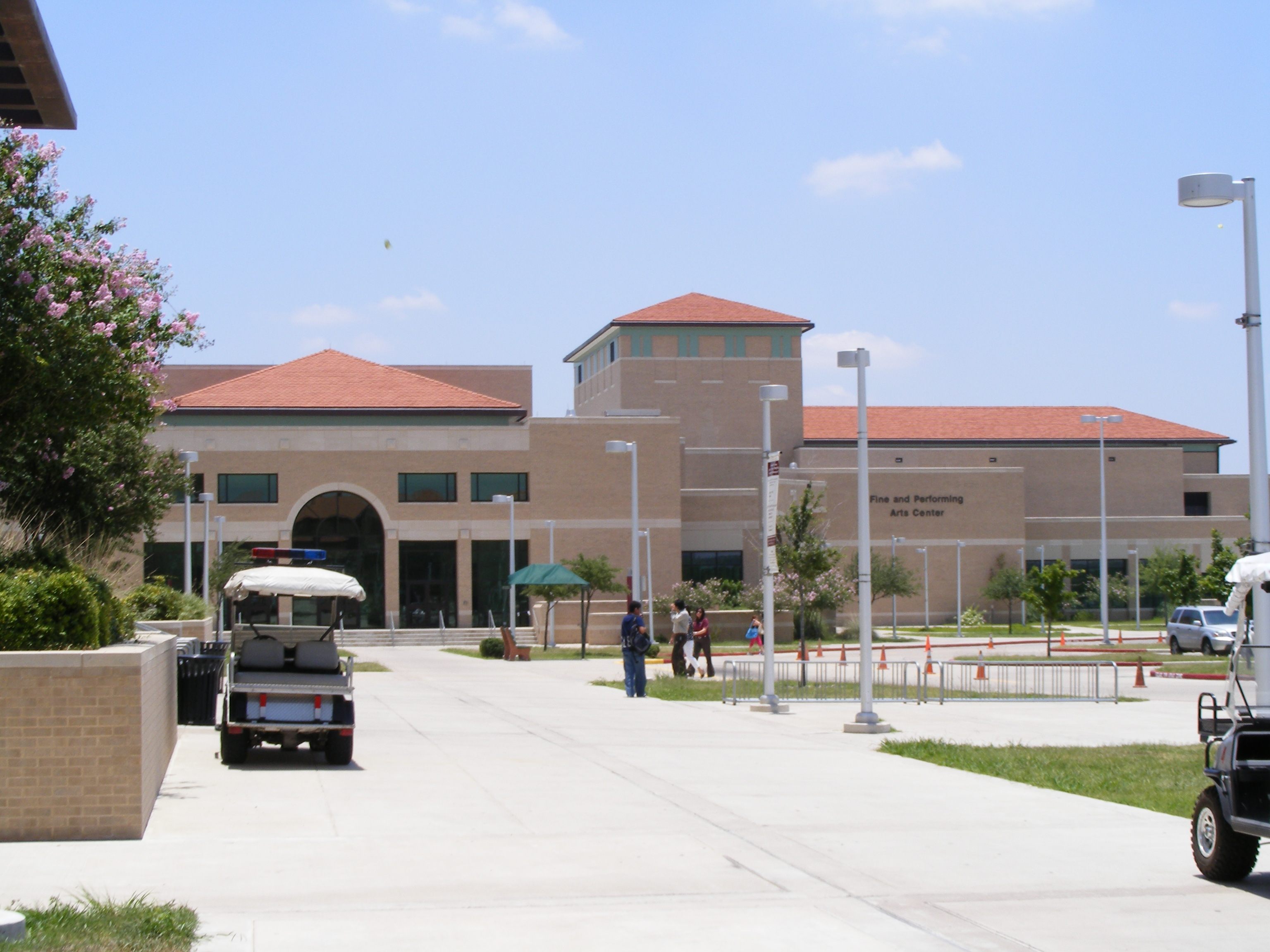
Centro de Artes